# G2B
Kratica pojma government-to-business (engl.), G2B, podrazumijeva poslovanje između tijela državne uprave i poduzeća. To je kratica za nekomercijalnu interakciju između lokalne i/ili državne vlasti s komercijalnim i/ili poslovnom sektorom. 

## Obilježja
G2B kategorija elektroničkog tržišta obuhvaća infrastrukturu koja omogućuje pružanje različitih servisa i provođenje različitih poslovnih transakcija između kompanija i državnih tijela, ali pored infrastrukture jednako je važna i ponuda sadržaja koji se mogu pronaći na takvim modelima. Razvoj infrastrukture ovog modela elektroničkog tržišta može dati zamah razvoju cjelokupnog elektroničkog poslovanja.

## Primjeri
Primjena ovog modela moguća je u javnim natječajima za nabavu roba i usluga putem Interneta, socijalnim davanjima za zaposlene, plaćanju PDV-a i ostalih davanja državi elektroničkim putem.